# Trận Little Bighorn
Trận Little Bighorn—cũng gọi là Trận cuối của Custer là một trận đánh giữa một bên là các bộ tộc người da đỏ Lakota-Bắc Cheyenne-Arapaho với bên kia là Trung đoàn 7 Kỵ binh của quân đội Hoa Kỳ. Trận này diễn ra ngày 25 tháng 6 năm 1876, gần sông Little Bighorn ở phía đông Montana Territory, gần khu vực ngày nay là Crow Agency, MT.
Đây là trận đánh nổi tiếng nhất trong chiến tranh Da Đỏ, và là trận thắng đáng ghi nhớ của người Lakota và Bắc Cheyenne dưới sự chỉ huy của tù trưởng Sitting Bull. Trung đoàn 7 Kỵ binh của Hoa Kỳ, bao gồm 700 người chỉ huy bởi tướng George Armstrong Custer, đã bị đánh bại. Năm tiểu đoàn của trung đoàn bị tiêu diệt. Custer cùng hai người anh em và anh em họ bị giết. Trận này chưa phải là trận có số thương vong cao nhất trong chiến tranh Da Đỏ. Trận có số thương vong cao nhất là trận Wabash với gần 1000 người bị thương hoặc chết.